# Ali McCann
Alistair McCann, detto Ali (Edimburgo, 4 dicembre 1999) è un calciatore nordirlandese con cittadinanza scozzese, centrocampista del Preston N.E..

## Biografia
Nato a Edimburgo, è in possesso della cittadinanza nordirlandese grazie alle origini del padre.

## Statistiche

### Cronologia presenze e reti in nazionale
| Cronologia completa delle presenze e delle reti in nazionale ― Irlanda del Nord | Cronologia completa delle presenze e delle reti in nazionale ― Irlanda del Nord | Cronologia completa delle presenze e delle reti in nazionale ― Irlanda del Nord | Cronologia completa delle presenze e delle reti in nazionale ― Irlanda del Nord | Cronologia completa delle presenze e delle reti in nazionale ― Irlanda del Nord | Cronologia completa delle presenze e delle reti in nazionale ― Irlanda del Nord | Cronologia completa delle presenze e delle reti in nazionale ― Irlanda del Nord | Cronologia completa delle presenze e delle reti in nazionale ― Irlanda del Nord |
| Data                                                                            | Città                                                                           | In casa                                                                         | Risultato                                                                       | Ospiti                                                                          | Competizione                                                                    | Reti                                                                            | Note                                                                            |
| ------------------------------------------------------------------------------- | ------------------------------------------------------------------------------- | ------------------------------------------------------------------------------- | ------------------------------------------------------------------------------- | ------------------------------------------------------------------------------- | ------------------------------------------------------------------------------- | ------------------------------------------------------------------------------- | ------------------------------------------------------------------------------- |
| 15-11-2020                                                                      | Vienna                                                                          | Austria                                                                         | 2 – 1                                                                           | Irlanda del Nord                                                                | UEFA Nations League 2020-2021 - 1º turno                                        | -                                                                               | 84’                                                                             |
| 18-11-2020                                                                      | Belfast                                                                         | Irlanda del Nord                                                                | 1 – 1                                                                           | Romania                                                                         | UEFA Nations League 2020-2021 - 1º turno                                        | -                                                                               |                                                                                 |
| 25-3-2021                                                                       | Parma                                                                           | Italia                                                                          | 2 – 0                                                                           | Irlanda del Nord                                                                | Qual. Mondiali 2022                                                             | -                                                                               | 78’                                                                             |
| 28-3-2021                                                                       | Belfast                                                                         | Irlanda del Nord                                                                | 1 – 2                                                                           | Stati Uniti                                                                     | Amichevole                                                                      | -                                                                               | 60’                                                                             |
| 30-5-2021                                                                       | Klagenfurt am Wörthersee                                                        | Irlanda del Nord                                                                | 3 – 0                                                                           | Malta                                                                           | Amichevole                                                                      | 1                                                                               |                                                                                 |
| 3-6-2021                                                                        | Dnipro                                                                          | Ucraina                                                                         | 1 – 0                                                                           | Irlanda del Nord                                                                | Amichevole                                                                      | -                                                                               | 81’                                                                             |
| 2-9-2021                                                                        | Vilnius                                                                         | Lituania                                                                        | 1 – 4                                                                           | Irlanda del Nord                                                                | Qual. Mondiali 2022                                                             | -                                                                               |                                                                                 |
| 8-9-2021                                                                        | Belfast                                                                         | Irlanda del Nord                                                                | 0 – 0                                                                           | Svizzera                                                                        | Qual. Mondiali 2022                                                             | -                                                                               |                                                                                 |
| 12-11-2021                                                                      | Belfast                                                                         | Irlanda del Nord                                                                | 1 – 0                                                                           | Lituania                                                                        | Qual. Mondiali 2022                                                             | -                                                                               |                                                                                 |
| 15-11-2021                                                                      | Belfast                                                                         | Irlanda del Nord                                                                | 0 – 0                                                                           | Italia                                                                          | Qual. Mondiali 2022                                                             | -                                                                               |                                                                                 |
| 29-3-2022                                                                       | Belfast                                                                         | Irlanda del Nord                                                                | 0 – 1                                                                           | Ungheria                                                                        | Amichevole                                                                      | -                                                                               |                                                                                 |
| 2-6-2022                                                                        | Belfast                                                                         | Irlanda del Nord                                                                | 0 – 1                                                                           | Grecia                                                                          | UEFA Nations League 2022-2023 - 1º turno                                        | -                                                                               |                                                                                 |
| 5-6-2022                                                                        | Larnaca                                                                         | Cipro                                                                           | 0 – 0                                                                           | Irlanda del Nord                                                                | UEFA Nations League 2022-2023 - 1º turno                                        | -                                                                               | 71’                                                                             |
| 9-6-2022                                                                        | Pristina                                                                        | Kosovo                                                                          | 3 – 2                                                                           | Irlanda del Nord                                                                | UEFA Nations League 2022-2023 - 1º turno                                        | -                                                                               | 68’                                                                             |
| 24-9-2022                                                                       | Belfast                                                                         | Irlanda del Nord                                                                | 2 – 1                                                                           | Kosovo                                                                          | UEFA Nations League 2022-2023 - 1º turno                                        | -                                                                               | 89’                                                                             |
| 27-9-2022                                                                       | Atene                                                                           | Grecia                                                                          | 3 – 1                                                                           | Irlanda del Nord                                                                | UEFA Nations League 2022-2023 - 1º turno                                        | -                                                                               | 79’                                                                             |
| 16-6-2023                                                                       | Copenaghen                                                                      | Danimarca                                                                       | 1 – 0                                                                           | Irlanda del Nord                                                                | Qual. Euro 2024                                                                 | -                                                                               | 71’ 85’                                                                         |
| 19-6-2023                                                                       | Belfast                                                                         | Irlanda del Nord                                                                | 0 – 1                                                                           | Kazakistan                                                                      | Qual. Euro 2024                                                                 | -                                                                               | 71’                                                                             |
| 7-9-2023                                                                        | Lubiana                                                                         | Slovenia                                                                        | 4 – 2                                                                           | Irlanda del Nord                                                                | Qual. Euro 2024                                                                 | -                                                                               | 64’ 90’                                                                         |
| 10-9-2023                                                                       | Astana                                                                          | Kazakistan                                                                      | 1 – 0                                                                           | Irlanda del Nord                                                                | Qual. Euro 2024                                                                 | -                                                                               | cap. 70’                                                                        |
| 22-3-2024                                                                       | Bucarest                                                                        | Romania                                                                         | 1 – 1                                                                           | Irlanda del Nord                                                                | Amichevole                                                                      | -                                                                               | 72’                                                                             |
| 26-3-2024                                                                       | Glasgow                                                                         | Scozia                                                                          | 0 – 1                                                                           | Irlanda del Nord                                                                | Amichevole                                                                      | -                                                                               | 21’ 87’                                                                         |
| 5-9-2024                                                                        | Belfast                                                                         | Irlanda del Nord                                                                | 2 – 0                                                                           | Lussemburgo                                                                     | UEFA Nations League 2024-2025 - 1º turno                                        | -                                                                               | 82’                                                                             |
| 8-9-2024                                                                        | Plovdiv                                                                         | Bulgaria                                                                        | 1 – 0                                                                           | Irlanda del Nord                                                                | UEFA Nations League 2024-2025 - 1º turno                                        | -                                                                               | 82’                                                                             |
| 12-10-2024                                                                      | Zalaegerszeg                                                                    | Bielorussia                                                                     | 0 – 0                                                                           | Irlanda del Nord                                                                | UEFA Nations League 2024-2025 - 1º turno                                        | -                                                                               | 83’                                                                             |
| 15-10-2024                                                                      | Belfast                                                                         | Irlanda del Nord                                                                | 5 – 0                                                                           | Bulgaria                                                                        | UEFA Nations League 2024-2025 - 1º turno                                        | -                                                                               |                                                                                 |
| 15-11-2024                                                                      | Belfast                                                                         | Irlanda del Nord                                                                | 2 – 0                                                                           | Bielorussia                                                                     | UEFA Nations League 2024-2025 - 1º turno                                        | -                                                                               |                                                                                 |
| 18-11-2024                                                                      | Lussemburgo                                                                     | Lussemburgo                                                                     | 2 – 2                                                                           | Irlanda del Nord                                                                | UEFA Nations League 2024-2025 - 1º turno                                        | -                                                                               | 76’                                                                             |
| 7-6-2025                                                                        | Copenaghen                                                                      | Danimarca                                                                       | 2 – 1                                                                           | Irlanda del Nord                                                                | Amichevole                                                                      | -                                                                               | 61’                                                                             |
| Totale                                                                          |                                                                                 | Presenze                                                                        | 29                                                                              |                                                                                 | Reti                                                                            | 1                                                                               |                                                                                 |

## Palmarès

### Club

#### Competizioni nazionali
- Coppa di Lega scozzese: 1

St. Johnstone: 2020-2021
- Coppa di Scozia: 1

St. Johnstone: 2020-2021